# Wang Wei

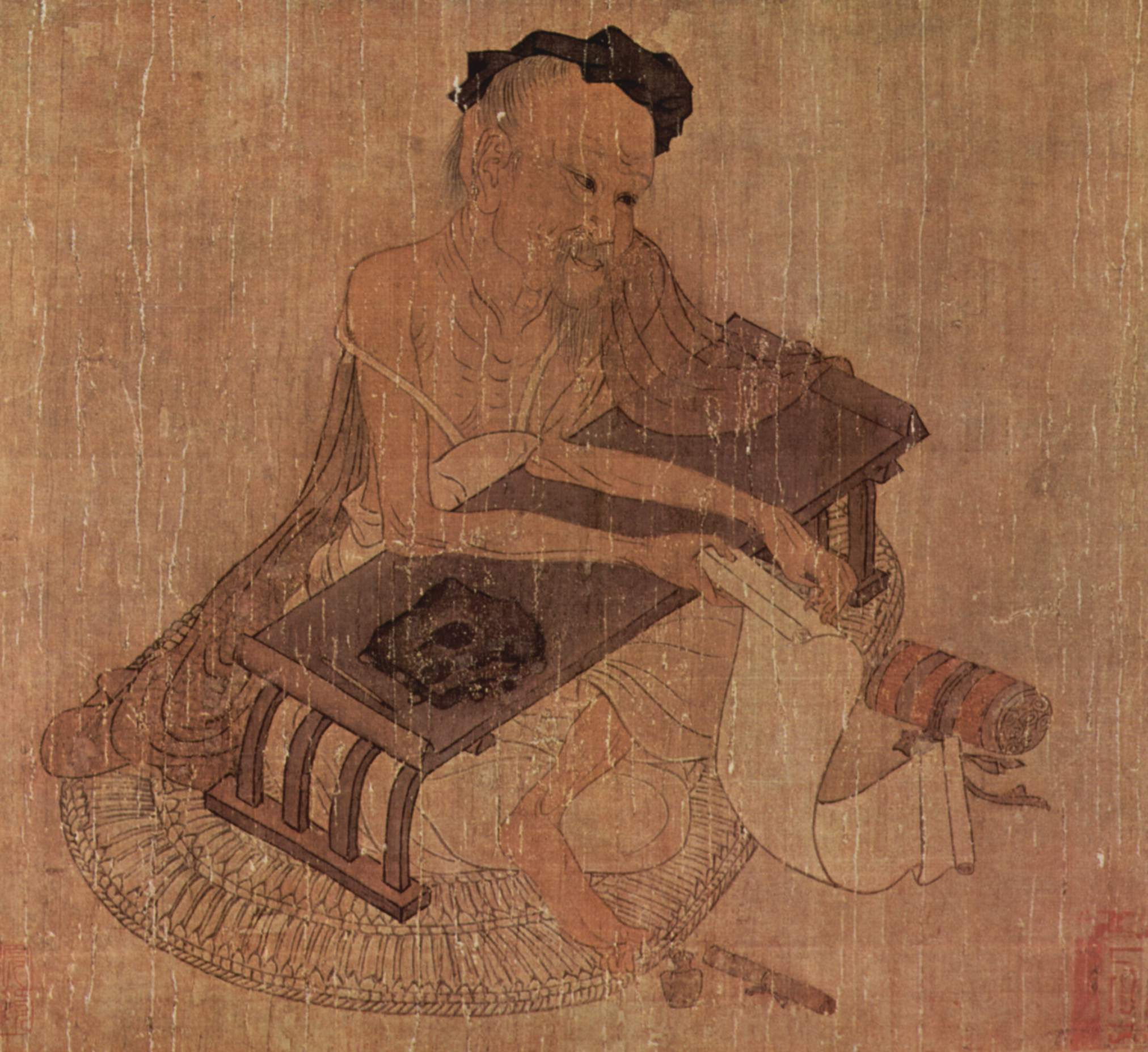
Wang Wei

Wang Wei - 王維 en xinès, Wang Wei en pinyin, Wang Wei en Wade-Giles- (701- 761) conegut pel sobrenom de “el Buda poeta”, va ser un famós poeta, músic, pintor i estadista, de la Dinastia Tang. Va aprovar els exàmens imperials els quals s'imposaven per a ser funcionari de l'imperi l'any 721, aconseguint ser Censor posteriorment l'any 758. Durant la revolta d'An Lushan contra la dinastia Tang va perdre el càrrec. Durant aquesta rebel·lió, va evitar servir de forma activa els insurrectes durant l'ocupació de la capital, pretenent ser sord. Posteriorment va reprendre la seva condició de funcionari i va arribar al rang de ministre. En els anys posteriors va deixar-se seduir per la fe budista, fet que va comportar una vida passiva d'ermità. Va passar deu anys estudiant amb el Mestre chan Daoguang. En morir la seva esposa l'any 730, va decidir no tornar a casar-se i va establir-se en un monestir. L'èxit artístic assolit amb les seves pintures paisagístiques fou molt alt. És ben conegut pels seus quadres on hi pintava aigua i plugim tranquil, amb pocs detalls i presència de petits humans. Els experts en la seva art afirmen que ell pintava la bellesa del món, mentre qüestionava la seva darrera realitat. També dibuixava una comparació entre la simplicitat enganyosa dels seus treballs i el camí Ch'an cap a la il·luminació.
Conjuntament amb Li Bai (701-762), Du Fu (712-770) i Bo Juyi (772-846) forma part de la denominada "Edat d'Or de la Poesia" de la Dinastia Tang.

## Traduccions al català
Hi ha diverses traduccions al català de poemes de Wang Wei.
1. ↑  Kamenarovic, Ivan P.. La Chine classique.  París: Belles lettres, 1999. ISBN 2-251-41011-2.
2. ↑  Ollé, Manel. Pedra i Pinzell. Antologia de la poesia xinesa clàssica.  Barcelona: Alpha, 2012. ISBN 978-84-9859-210-8.
3. ↑  Wang, Wei. Traducció de M. Dolors Folch i versió poètica de Marià Manent. Vell país natal.  Barcelona: Empúries, juny de 1986. ISBN 84-7596-084-7.